# Cukerné alkoholy
Cukerné alkoholy jsou alkoholy odvozené od sacharidů (zpravidla od mono- nebo disacharidů), jsou podskupinou polyolů. Jedná se o bílé ve vodě rozpustné pevné látky, které se mohou vyskytovat v přírodě nebo být vyrobeny průmyslově redukcí sacharidů. Často se používají v potravinářství jako zahušťovadla a sladidla. V potravinách slouží obvykle jako náhrada cukru, často v kombinaci se silnými sladidly (mnohem sladšími než cukr). K nejčastěji používaným cukerným alkoholům patří sorbitol a xylitol.

## Výroba a struktura
Cukerné alkoholy mají obecný vzorec HOCH2(CHOH)nCH2OH; odpovídající sacharidy mají o dva vodíkové atomy méně, jejich vzorce jsou například HOCH2(CHOH)nCHO nebo HOCH2(CHOH)n−1C(O)CH2OH. Většina jich má pět nebo šest atomů uhlíku, jelikož jsou odvozeny od pentóz (pětiuhlíkatých monosacharidů) nebo hexóz (šestiuhlíkatých monosacharidů); na každém uhlíku mají navázanou jednu hydroxylovou skupinu (-OH). Lze je dále dělit podle relativního uspořádání (stereochemie) těchto hydroxylů. Na rozdíl od sacharidů, které vytvářejí cyklické formy, se vyskytují v acyklické podobě; mohou ovšem tvořit cyklické ethery, například sorbitol může být dehydratován na isosorbid.
Cukerné alkoholy se vyskytují v přírodě a mannitol byl dříve také získáván z přírodních zdrojů. V současnosti se všechny cukerné alkoholy získávají hydrogenací sacharidů za použití Raneyova niklu jako katalyzátoru. Přeměny glukózy a manózy na sorbitol a mannitol probíhá podle následujících vzorců:
HOCH2CH(OH)CH(OH)CH(OH)CH(OH)CHO +  H2 → HOCH2CH(OH)CH(OH)CH(OH)CH(OH)CHHOH
Tímto způsobem se ročně vyrobí více než milion tun sorbitolu. Podobným způsobem se získává z xylózy xylitol a z laktózy laktitol. Erythritol se oproti tomu vyrábí kvašením glukózy a sacharózy.

## Zdravotní účinky
Cukerné alkoholy nezpůsobují zubní kaz, bylo dokonce zjištěno, že xylitol před jeho vznikem chrání.
Při studiích na krysách potrava s obsahem xylitolu zvýšila hustotu kostí, což vedlo k zájmu o to, zda by se pomocí tohoto cukerného alkoholu dala léčit osteoporóza u lidí.
Konzumace cukerných alkoholů zvyšuje obsah glukózy v krvi, i když méně než jak je tomu u sacharózy. Cukerné alkoholy, kromě erythritolu, mohou také při konzumaci ve větších množstvích způsobit nadýmání a průjem.

## Běžné cukerné alkoholy
- Glycerol (3C)
- Erythritol (4C)
- Threitol (4C)
- Arabitol (5C)
- Xylitol (5C)
- Ribitol (5C)
- Mannitol (6C)
- Sorbitol (6C)
- Galaktitol (6C)
- Fucitol (6C)
- Iditol (6C)
- Inositol (6C, cyklický)
- Volemitol (7C)
- Maltitol (12C)
- Laktitol (12C)
- Maltotriitol (18C)
- Maltotetraitol (24C)
- Polyglycitol

Cukerné alkoholy mohou být odvozeny od mono-, di- i vyšších sacharidů, ty, které jsou odvozené od disacharidů, ovšem nejsou zcela hydrogenované, protože je k redukci použitelná pouze jedna aldehydová skupina.

## Cukerné alkoholy jako potravinářské přísady
Následující tabulka ukazuje relativní sladkost a energetickou hodnotu nejpoužívanějších cukerných alkoholů.
| Název      | Sladkost v poměru k sacharóze | Energetická hodnota (kcal/g) | Sladkost v poměru k energetické hodnotě | Energetická hodnota při stejné sladkosti | Glykemický index |
| ---------- | ----------------------------- | ---------------------------- | --------------------------------------- | ---------------------------------------- | ---------------- |
| Arabitol   | 0,7                           | 0,2                          | 14                                      | 7,1 %                                    |                  |
| Erythritol | 0,8                           | 0,21                         | 15                                      | 6,7 %                                    | 0                |
| Glycerol   | 0,6                           | 4,3                          | 0,56                                    | 180 %                                    | 3                |
| Isomalt    | 0,5                           | 2,0                          | 1,0                                     | 100 %                                    | 2                |
| Laktitol   | 0,4                           | 2,0                          | 0,8                                     | 125 %                                    | 5                |
| Maltitol   | 0,9                           | 2,1                          | 1,7                                     | 59 %                                     | 45               |
| Mannitol   | 0,5                           | 1,6                          | 1,2                                     | 83 %                                     | 0                |
| Sorbitol   | 0,6                           | 2,6                          | 0,92                                    | 108 %                                    | 9                |
| Xylitol    | 1,0                           | 2,4                          | 1,6                                     | 62 %                                     | 12               |
| Sacharóza  | 1,0                           | 4,0                          | 1,0                                     | 100 %                                    | 60               |

Cukerné alkoholy jsou oproti sacharóze obecně méně sladké a mají nižší energetickou hodnotu. Nejsou metabolizovány bakteriemi v ústní dutině a tak nezpůsobují zubní kaz; při zahřátí u nich nedochází ke karamelizaci.
Některé cukerné alkoholy (například sorbitol, erythritol, xylitol, mannitol, laktitol a maltitol) mohou při vyšší koncentraci způsobit pocit ochlazení v ústech, tohoto účinku se využívá v bonbonech a žvýkačkách bez cukru. Jev je způsoben tím, že rozpouštění cukerných alkoholů je endotermická reakce, která má vysokou entalpii rozpouštění.
Cukerné alkoholy často nejsou zcela absorbovány z tenkého střeva do krevního oběhu, což způsobuje menší změnu v obsahu cukru v krvi než u sacharidů, jako je sacharóza. Díky tomu jsou často používány diabetiky, ovšem jejich použití ve větších množstvích, podobně jako u dalších neúplně strávených látek, vede k nadýmání, průjmu a zvýšené flatulenci. Při dlouhodobém užívání se u většiny osob vytvoří určitá tolerance k cukerným alkoholům a tyto účinky se již neobjevují.
Etrythritol je absorbován v tenkém střevě a vylučuje se močí v nezměněné podobě, takže má i přes sladkou chuť nulovou energetickou hodnotu.